# Šamačko polje
Šamačko polje je makroplavina (ravnica) u Bosanskoj Posavini, na sjeveru Bosne i Hercegovine. 
Nastalo je od akumuliranog erodiranog materijala kojeg je rijeka Bosna istaložila na ušću u Savu. Od Save na sjeveru Šamačko se polje prema jugu prostire sve do Trebovca (692 m).
U Šamačkom polju smješten je grad Bosanski Šamac, središte istoimene općine.